# Hymenodora glacialis
Espèce
Synonymes
- Hymenodora mollicutis Bate, 1888[2]
- Hymenodora glauca Spence Bate, 1888[2]
- Pasiphaë glacialis Buchholz, 1874[2]

Hymenodora glacialis est une espèce de crevettes marines de la famille des Acanthephyridae.

## Habitat et répartition
Cette crevette est une espèce présente dans les océans Arctique et Antarctique, en mer de Barents, au large du Canada, de l'Islande, de la Nouvelle-Zélande et dans l'océan Indien. 